# Mtara Maécha
Mtara Maécha, né le 28 février 1940 à Mitsamiouli, est un homme politique et médecin comorien.

## Biographie

### Période étudiante
Après des études primaires et secondaires aux Comores et à Madagascar, Mtara Maécha poursuit ses études supérieures à l'université Paris-Diderot, où il est diplômé d'un doctorat en médecine en 1971, et se spécialise en gynécologie obstétrique.
Il fait partie du bureau dirigeant de l'Association des stagiaires et étudiants originaires des Comores en France, créée en 1966 à Aix-en-Provence ; il en devient vice-président et secrétaire général en 1967 avant d'en prendre la présidence en 1970. Des dissensions au sein de l'association, entre partisans d'un syndicalisme non engagé politiquement, dont fait partie Mtara Maécha, et partisans d'une révolution nationale, le mènent à quitter son poste en 1973. Il se consacre alors à la médecine.

### Carrière politique
Mtara Maécha retourne aux Comores à la fin des années 1970 et devient en 1978 ministre des Affaires sociales chargé de la santé, de l'éducation nationale, de la culture, de la jeunesse et des sports, avant d'être nommé ministre du Transport et du Tourisme sous la présidence d'Ahmed Abdallah Abderamane. Il est ministre des Affaires étrangères et de la Coopération dans le premier gouvernement de Saïd Mohamed Djohar de 1990 à 1991.
Il est candidat du parti Udzima à l'élection présidentielle de 1996, échouant au premier tour.
Lors de l'élection présidentielle de 2002, il se présente sous la bannière du parti du Rassemblement national pour le développement, terminant cinquième du premier tour avec près de 8% des suffrages.
Il est candidat aux élections législatives de 2004 dans la circonscription de Mitsamiouli Mboudé, s'inclinant au premier tour face à Houmed Msaïdié, un dirigeant de la Convention pour le renouveau des Comores.
Il est à nouveau candidat lors de l'élection présidentielle comorienne de 2016, ne récoltant que 0,41 % des voix au premier tour.